# Chioneinae

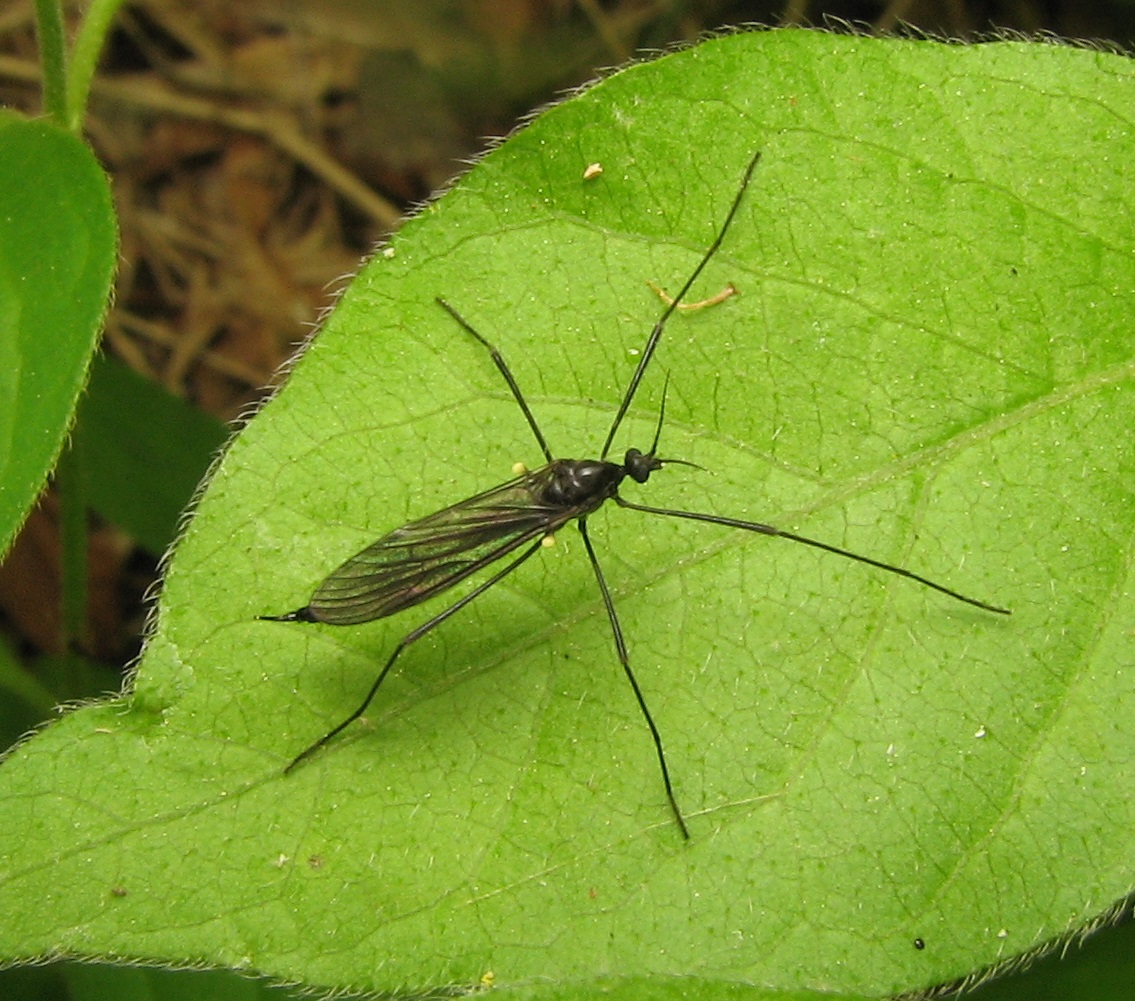
Gnophomyia tristissima

Los chioneinos o Chioneinae son una subfamilia de dípteros nematóceros perteneciente a la familia Limoniidae.

## Géneros
- Amphineurus Skuse, 1890
- Aphrophila Edwards, 1903
- Arctoconopa Alexander, 1955
- Atarba Osten Sacken, 1869
- Aymaramyia Alexander, 1943
- Baeoura Alexander, 1924
- Beringomyia Savchenko, 1980
- Cheilotrichia Rossi, 1848
- Chionea Dalman, 1816
- Cladura Osten Sacken, 1860
- Crypteria Bergroth, 1913
- Cryptolabis Osten Sacken, 1860
- Dasymallomyia Brunetti, 1911
- Ellipteroides Becker, 1907
- Empedomorpha Alexander, 1916
- Erioconopa Starý, 1976
- Erioptera Meigen, 1803
- Eriopterella Alexander, 1929
- Eriopterodes Alexander, 1970
- Eugnophomyia Alexander, 1947
- Gnophomyia Osten Sacken, 1860
- Gonempeda Alexander, 1924
- Gonomyia Meigen, 1818
- Gonomyodes Alexander, 1948
- Gonomyopsis Alexander, 1966
- Gymnastes Brunetti, 1911
- Hesperoconopa Alexander, 1948
- Hoplolabis Osten Sacken, 1869
- Horistomyia Alexander, 1924
- Hovamyia Alexander, 1951
- Hoverioptera Alexander, 1963
- Idiocera Dale, 1842
- Idiognophomyia Alexander, 1956
- Ilisia Rondani, 1856
- Jivaromyia Alexander, 1943
- Limnophilomyia Alexander, 1921
- Maietta Alexander, 1929
- Molophilus Curtis, 1833
- Neocladura Alexander, 1920
- Neognophomyia Alexander, 1926
- Neolimnophila Alexander, 1920
- Neophilippiana Alexander, 1964
- Ormosia Rondani, 1856
- Phantolabis Alexander, 1956
- Phyllolabis Osten Sacken, 1877
- Quathlambia Alexander, 1956
- Quechuamyia Alexander, 1943
- Rhabdomastix Skuse, 1890
- Rhypholophus Kolenati, 1860
- Riedelomyia Alexander, 1928
- Scleroprocta Edwards, 1938
- Sigmatomera Osten Sacken, 1869
- Styringomyia Loew, 1845
- Symplecta Meigen, 1830
- Tasiocera Skuse, 1890
- Tasiocerellus Alexander, 1958
- Teucholabis Osten Sacken, 1860
- Trichotrimicra Alexander, 1921
- Unguicrypteria Alexander, 1981